# Zoltán Fodor
Zoltán Fodor (n. 29 iulie 1985, Budapesta, Republica Populară Ungară) este un luptător maghiar, medaliat olimpic. A participat la o ediție a Jocurilor Olimpice (2008) în care a câștigat o medalie de argint.

## Participări
Lista de mai jos prezintă principalele competiții la care a participat Zoltán Fodor de-a lungul carierei.
- wrestling at the 2008 Summer Olympics – men's Greco-Roman 84 kg[*]